# Tobacco Institute
La Tobacco Institute est une organisation professionnelle de l'industrie du tabac américaine fondée en 1958 par l'American Tobacco Industry,. Elle est dissoute en novembre 1998 en conséquence de l'accord général de réglementation concernant le tabac.

## Fondation
La Tobacco Institute est fondée en 1958 en tant qu'organisation professionnelle par des fabricants de cigarettes, qui la financent proportionnellement aux ventes de chaque entreprise qui la constitue. Son but initial est de compléter les travaux du Comité de recherche sur l'industrie du tabac (CRIT), qui devient après le Conseil pour la recherche sur le tabac. Les travaux du CRIT se limitent à contester les études scientifiques qui présentent le tabac sous un mauvais jour, et la mission plus étendue de la Tobacco Institute consiste à publier de bonnes nouvelles sur le tabac, en particulier des informations économiques. Elle s'attaque également aux études scientifiques, mais davantage en jetant le doute dessus qu'en les réfutant directement. Elle s'occupe aussi de faire pression sur le Congrès, même si au départ, elle a peu d'importance. Robert Hockett, le premier directeur scientifique de la Sugar Research Foundation, l'équivalent du CRIT pour le sucre, devient le directeur scientifique associé au CRIT.

## Activités

### Pression et politique
La Tobacco Institute s'occupe de recueillir des informations sur le comportement à l'égard du tabagisme, d'élaborer des stratégies et de faire pression sur les législateurs. Allan M. Brandt écrit : « La Tobacco Institute, au nom des sociétés, rassemble un nombre impressionnant de tentatives infructueuses pour amener le tabac à s'inscrire dans le cadre de mandats réglementaires ». En 1978, la Tobacco Institute compte soixante-dix lobbyistes et le sénateur Ted Kennedy déclare en 1979 : « dollar pour dollar, ils sont probablement le groupe de pression le plus efficace de Capitol Hill ».
L'Institut engage la Roper Organization en 1978 pour enquêter sur le comportement du public face à la fumée de tabac ambiante. Parmi ses conclusions, l'étude déclare que « près de six personnes sur dix pensent que fumer est dangereux pour la santé des non-fumeurs, en forte augmentation depuis quatre ans. Plus de deux tiers des non-fumeurs le pensent, près de la moitié des fumeurs le pensent », il estime que « cette évolution est la plus dangereuse pour la viabilité des l'industrie du tabac ». Une réunion du Comité exécutif de l'Institut tenue en 1985 expose les plans pour élargir la question de la qualité de l’air intérieur. En décembre 1987, le Comité exécutif de la Tobacco Institute envisage de créer un centre de recherche sur l'air intérieur, basé sur l'industrie, destiné à élargir la question de la pollution de l'air intérieur au-delà de la fumée de tabac. Le CIAR est créé en mars 1998 par Philip Morris, R. J. Reynolds et Lorillard. 
En 1990 la Tobacco Institute s'oppose aux réglementations fédérales qui interdisent de fumer dans les avions.

### Publicité
L'Institut publie des publicités et des brochures à l'intentions de tous les lecteurs. Une de ces publicités consiste en deux pages en face-à-face, l'une intitulée « Un mot pour les fumeurs (sur les non-fumeurs et les anti-fumeurs) » et l'autre « Un mot pour les non-fumeurs (sur les fumeurs) ». Elle encourage la tolérance envers les fumeurs en décrivant le tabagisme comme « un choix personnel » et « un petit rituel ». Elle ne contient aucune mention d'un quelconque effet sur la santé. Un exemple de brochure est : Réponses aux questions les plus posées sur les cigarettes.
L'Institut publie également des journaux destinées aux médecins et aux dentistes, tels que Tobacco & Health (OCLC 48549026) et un journal, Tobacco Observer (OCLC 4556750) qui semble être destinées à tout le monde. Richard Kluger qualifie Tobacco Observer de « littérature d'attaque ».

### «Papiers blancs»
La Tobacco Institute publie un grand nombre de longs « papiers blancs ». Des copies de plusieurs d'entre eux sont disponibles à la Legacy Tobacco Documents Library. La plupart de ces papiers réfutent les rapports scientifiques à l'encontre du tabac. La réponse de l'Institut à un tel rapport est rapide : une réfutation du rapport Smoking and Health de 1979 de l'Administrateur de la santé publique est publiée un jour avant la publication du rapport. Le rapport de James Repace et Alfred Lowrey intitulé Une estimation quantitative du risque de cancer du poumon chez les non-fumeurs est également réfuté par une publication de l'Institut.
Un communiqué de presse de la Tobacco Institute attaque le rapport de 1986 de l'Administrateur de la santé publique sur le tabagisme passif, déclarant que l'Administrateur déforme les faits et que le Département de la Santé et des Services sociaux ôte le point de vue scientifique opposé. L'Institut publie également un « papier blanc » de réfutation encore plus long intitulé : La Fumée de tabac et les non-fumeurs : L'Intégrité scientifique à la croisée des chemins.
Dans un rapport de 1993 la Tobacco Institue critique l'Environmental Protection Agency qui déclare que la fumée de tabac est un cancérogène humain de classe A.

### Techniques clandestines
Dans au moins un cas, la Tobacco Institute a payé pour qu'un article soit écrit et publié dans un grand magazine national tout en gardant son implication secrète. L'article, Fumer ou ne pas fumer — Telle est encore la question est écrit par Stanley Frank et publié dans le numéro de janvier 1968 du magazine True. Stanley Frank est payé 500 dollars par Brown & Williamson pour écrire l'article et l'Institut paye Rosser Reeves 500 000 dollars pour publier l'article et d'en distribuer plus d'un million de copies,. L'histoire de l'implication de la Tobacco Institute est découverte et publiée par le magazine Consumer Reports.

## Dissolution
Dans les années 1990, la Tobacco Institute perd son rôle prépondérant dans la pression sur le tabac au profit du leader du marché, Philip Morris, mais elle continue à recueillir des informations sur les sentiments anti-tabac et les actions législatives.
En 1998, en conséquence de l'accord général de réglementation concernant le tabac, la Tobacco Institute, le Centre de recherche sur l'air intérieur et le Conseil de recherche sur le tabac sont dissous.

## Influence dans la culture populaire
L'Institut est décrit dans le roman de Christopher Buckley, Thank You for Smoking, ainsi que dans le film de 2005 dont il est tiré, comme l'Académie d'études du tabac.
Le chronique Dave Barry évoque régulièrement avec humour l'Institut dans ses chroniques, déclarant principalement que ses scientifiques participent à des activités dangereuses.